# (37906) 1998 FR73
(37906) 1998 FR73 est un astéroïde de la ceinture principale découvert en 1998.

## Description
(37906) 1998 FR73 a été découvert le 28 mars 1998 à l'observatoire astronomique Santa Lucia de Stroncone, dans la ville de Stroncone, en Italie, par l'Observatoire astronomique Santa Lucia de Stroncone.

### Caractéristiques orbitales
L'orbite de cet astéroïde est caractérisée par un demi-grand axe de 2,38 ua, un périhélie de 1,98 ua, une excentricité de 0,17 et une inclinaison de 5,90° par rapport à l'écliptique. Du fait de ces caractéristiques, à savoir un demi-grand axe compris entre 2 et 3,2 ua et un périhélie supérieur à 1,666 ua, il est classé, selon la JPL Small-Body Database, comme objet de la ceinture principale.

### Caractéristiques physiques
(37906) 1998 FR73 a une magnitude absolue (H) de 14,4 et un albédo estimé à 0,298.